# Organoleptik
Organoleptisch (unter Einfluss von französisch organoleptique und griechisch lēptós „fassbar, begreiflich“ und lambánein „fassen, begreifen“) bedeutet „erregend auf ein Sinnesorgan“, „Sinne und Organe berührend“ beziehungsweise „erregend auf einen sensorischen Rezeptor“. Als organoleptische Prüfung bezeichnet man die hilfsmittelfreie Bewertung eines Objektes in Bezug auf Eigenschaften wie Geruch, Geschmack, Aussehen und Farbe durch eine Person, die, kraft ihrer wissenschaftlichen und technologischen Kenntnisse verbunden mit regelmäßiger Übung, hierzu befähigt ist. Umgangssprachlich ist meist auch das Prüfen von Lebensmitteln, Tierfuttermitteln oder zum Beispiel Trinkwasser und die Sinnenprüfung der Qualitätsweinprüfung nach einem bestimmten Bewertungsschema gemeint. Da das Ergebnis nicht messbar ist, kommt es besonders auf die Erfahrung des Prüfers an.
Im wirtschaftlichen Sinne ist wichtig, dass Hersteller und Berater auf der einen und Kritiker und Konsumenten auf der anderen Seite ein weitgehend ähnliches Empfinden aufweisen. Nur so kann die Organoleptik für die Vermarktung von Produkten nachhaltig positiv eingesetzt werden.
Organoleptische Parameter werden diejenigen Eigenschaften von Wasser genannt, die sensorisch beurteilbar sind: Färbung, Geruch, Geschmack oder Trübung. Davon zu unterscheiden sind die physikalisch-chemischen Parameter, wie zum Beispiel Temperatur, pH-Wert und Leitfähigkeit.